# Upogebia aristata
Upogebia aristata is een tienpotigensoort uit de familie van de Upogebiidae. De wetenschappelijke naam van de soort is voor het eerst geldig gepubliceerd in 1974 door Le Loeuff & Intes.